# Dieudonné Datonou
Dieudonné Datonou (Dekanmè, 3 marzo 1962) è un arcivescovo cattolico beninese, dal 7 ottobre 2021 nunzio apostolico in Burundi; è il primo nativo del Benin a svolgere l'incarico di nunzio apostolico.

## Biografia
Nato a Dekanmè, nella città di Kpomassè, il 3 marzo 1962, è ordinato presbitero per l'arcidiocesi di Cotonou il 7 dicembre 1989 e consegue la laurea in diritto civile e canonico presso la Pontificia Università Lateranense nel 1995. Entrato nel servizio diplomatico della Santa Sede il 1 luglio 1995, ricopre incarichi presso:
- la delegazione apostolica in Angola (1995-1997);
- la nunziatura apostolica in Angola (1997-1998);
- la nunziatura apostolica in Ecuador (1998-2001);
- la nunziatura apostolica in Camerun (2001-2004);
- la nunziatura apostolica in Iran (2004-2006);
- la nunziatura apostolica in India e Nepal (2006-2009);
- la nunziatura apostolica in El Salvador (2009-2014).

Lavora successivamente presso la sezione per gli affari generali della Segreteria di Stato della Santa Sede, dove nel 2021 diviene coordinatore dei viaggi papali. Responsabile dell'organizzazione del viaggio di papa Francesco in Iraq nel marzo del 2021 e in Ungheria e Slovacchia nel settembre dello stesso anno, i suoi colleghi in Vaticano lo soprannominano lo sceriffo. Il 12 settembre 2021, durante una conferenza stampa nel tragitto verso Budapest, il pontefice afferma che sarebbe presto diventato vescovo.

### Ministero episcopale
Il 7 ottobre 2021 papa Francesco lo nomina nunzio apostolico in Burundi ed arcivescovo titolare di Vico Equense ed il 20 novembre successivo riceve la consacrazione episcopale nella basilica di San Pietro in Vaticano, alla vigilia della solennità di Cristo Re, dal cardinale Pietro Parolin, segretario di Stato della Santa Sede, co-consacranti il cardinale Luis Antonio Tagle, prefetto della Congregazione per l'evangelizzazione dei popoli, e l'arcivescovo Edgar Peña Parra, sostituto per gli affari generali della Segreteria di Stato della Santa Sede. Giunto all'aeroporto di Bujumbura il 23 dicembre 2021, viene accolto da Stephen Kelly, segretario della rappresentanza pontificia, da un funzionario del protocollo del ministero degli affari esteri della Repubblica del Burundi e dai vescovi. Successivamente presso la nunziatura apostolica riceve il vicepresidente della Conferenza episcopale, Bonaventure Nahimana.
Il 27 gennaio 2022, accompagnato dal segretario di nunziatura, viene ricevuto dal direttore del protocollo del ministero degli affari esteri per una visita di cortesia e il 31 gennaio successivo consegna la copia delle lettere credenziali al ministro Albert Shingiro. Il giorno seguente presso il Palazzo presidenziale presenta le lettere credenziali al presidente della Repubblica, Évariste Ndayishimiye. Il 10 febbraio nella cattedrale di Bujumbura presiede la celebrazione eucaristica per l'inizio della sua missione, nel corso della quale è consegnata la lettera commendatizia del cardinale Pietro Parolin al presidente della Conferenza episcopale.
Conosce il francese, l'italiano, l'inglese, il tedesco, lo spagnolo e il portoghese.

## Opere
- Il concetto di patrimonio comune dell'umanità ai diritti dell'umanità. Étudehistorico-juridique du concept de patrimoine commun de l'humanité en droit international (in francese), Roma, Pontificia Università Lateranense, 1995
- Lettre à deux chefs d'état africains: Pour une aube nouvelle (in francese), Cotonou, Ruisseaux d'Africa, 2006
- Fleur de la terre, semence d'éternité: omaggio al figlio eminenza Bernardin Cardinale Gantin (in francese), Cotonou, Edizioni Stella, 2007

## Genealogia episcopale e successione apostolica
La genealogia episcopale è:
- Cardinale Scipione Rebiba
- Cardinale Giulio Antonio Santori
- Cardinale Girolamo Bernerio
- Arcivescovo Galeazzo Sanvitale
- Cardinale Ludovico Ludovisi
- Cardinale Luigi Caetani
- Cardinale Ulderico Carpegna
- Cardinale Paluzzo Paluzzi Altieri degli Albertoni
- Papa Benedetto XIII
- Papa Benedetto XIV
- Papa Clemente XIII
- Cardinale Bernardino Giraud
- Cardinale Alessandro Mattei
- Cardinale Pietro Francesco Galleffi
- Cardinale Giacomo Filippo Fransoni
- Arcivescovo Antonio Saverio De Luca
- Arcivescovo Gregor Leonhard Andreas von Scherr
- Arcivescovo Friedrich von Schreiber
- Arcivescovo Franz Joseph von Stein
- Arcivescovo Joseph von Schork
- Vescovo Ferdinand von Schlör
- Arcivescovo Johann Jakob von Hauck
- Vescovo Ludwig Sebastian
- Cardinale Joseph Wendel
- Arcivescovo Josef Schneider
- Vescovo Josef Stangl
- Papa Benedetto XVI
- Cardinale Pietro Parolin
- Arcivescovo Dieudonné Datonou

La successione apostolica è:
- Vescovo Emmanuel Ntakarutimana, O.P. (2025)
- Vescovo Léonidas Nitereka (2025)